# Bytharia atrimargo
Bytharia atrimargo là một loài bướm đêm trong họ Geometridae.